# I Can Lose My Heart Tonight
„I Can Lose My Heart Tonight” – debiutancki singel niemieckiej piosenkarki C.C. Catch wydany w 1985 roku przez Hansa Records. Piosenkę napisał Dieter Bohlen, pierwotnie z myślą o Modern Talking. Singel okazał się sporym przebojem szczególnie na niemieckiej liście przebojów docierając na niej do miejsca 13.

## Lista utworów

### Wydanie na 7"[2]
A. „I Can Lose My Heart Tonight” – 3:50
B. „I Can Lose My Heart Tonight (Instrumental)” – 3:53

### Wydanie na 12"[3]
A. „I Can Lose My Heart Tonight (Extended Club Remix)” – 5:53
B. „I Can Lose My Heart Tonight (Instrumental)” – 3:53

## Listy przebojów (1985)
| Państwo                      | Najwyższa pozycja |
| ---------------------------- | ----------------- |
| Austria (Ö3 Austria Top 40)  | 24                |
| Hiszpania (AFYVE)            | 7                 |
| Niemcy (Media Control)       | 13                |
| Szwajcaria (Singles Top 100) | 19                |

## Autorzy[8]
- Muzyka: Dieter Bohlen
- Autor tekstów: Dieter Bohlen
- Śpiew: C.C. Catch
- Producent: Dieter Bohlen
- Aranżacja: Dieter Bohlen